# Aeroportul Municipal Kirsch
Aeroportul Municipal Kirsch (IATA: IRS, ICAO: KIRS, FAA LID: IRS) este un aeroport din Michigan, Statele Unite ale Americii. Aeroportul a fost tranzitat în 2019 de 4 pasageri.
Situat la o altitudine de 281,87904 m, aeroportul dispune de 2 piste.

## Infrastructură

### Piste
Aeroportul dispune de 2 piste. Pista 06/24 are suprafața de asfalt și dimensiunile 3.601 picioare × 75 picioare. Pista 18/36 are suprafața de asfalt și dimensiunile 5.201 picioare × 100 picioare. 